# James Scullin
James Henry Scullin (Trawalla (Victoria), 18 september 1876 - Melbourne (Victoria), 28 januari 1953) was Australisch politicus. Hij was de 9e premier van Australië. 

## Levensloop
Scullin werd geboren als de zoon van Ierse immigranten. In zijn jonge leven werkte hij als kruidenier. Hij werd politiek actief rond 1903. Scullin was een van de medeoprichters van de lokale Labor-partij. In 1906 stond hij voor het federale parlement kandidaat tegen de zittende premier Alfred Deakin. Scullin was kansloos, maar viel wel op door een goede, inspirerende campagne. In 1910 stelde hij zichzelf opnieuw verkiesbaar voor het parlement en ditmaal succesvol.
In het nieuw gekozen parlement had zijn partij een meerderheid, waaronder er een volledige Labor-regering onder leiding van Andrew Fisher kon aantreden. Scullin bouwde snel een reputatie op als slimme en scherpe debater. Ondanks die reputatie verloor hij zijn zetel in 1913. Na zijn aftreden trad hij aan bij de Evening Echo, een regionaal nieuwsblad dat in handen was van Labor. Deze positie gaf hem veel macht binnen zijn partij. In 1918 werd hij benoemd tot voorzitter van de Labor-partij in de staat Victoria. Scullin en zijn krant leidde het verzet in die staat tegen de verplichte dienstplicht die de regering vanwege de Australische deelname aan de Eerste Wereldoorlog wilde invoeren.
Nadat hij in 1918 niet gekozen was slaagde hij er in 1922 wel in om terug te keren in het parlement. Daar klom hij snel op tot tweede man in de partij achter Matthew Charlton. Als financieel woordvoerder bekritiseerde hij de regering van Stanley Bruce zeer fel vanwege het grote uitgavenpatroon. Toen Charlton in maart 1928 opstapte werd hij met unanieme stemmen gekozen als diens opvolger. In de peilingen deed hij het direct goed. Bij de parlementsverkiezingen van 1928 won Labor acht zetels, maar de Nationalist Party of Australia en de Country Party  die op dat moment de regeringscoalitie vormden behielden hun meerderheid. Bij de parlementsverkiezingen een jaar later verkreeg Scullin wel een meerderheid en hij trad aan als de nieuwe premier.
Meteen na zijn aantreden als premier begon Scullin met het terugdraaien van verschillende maatregelen van de voorgaande regeringen, zoals de invoering van verplichte militaire training. Ook weigerde hij vanwege de hoge bouwkosten The Lodge te betrekken, die twee jaar in gebruik genomen ambtswoning dat neergezet was voor het staatshoofd van Australië. Twee dagen na zijn aantreden vond de Beurskrach van 1929 ("Zwarte donderdag"), het begin van de Grote Depressie. Australië was erg van de export afhankelijk en werd daardoor meegesleept in de crisis. De werkloosheid  bedroeg tegen het einde van 1929 al gestegen tot 13 procent.  Binnen en buiten de regering was er constant onenigheid over de beste methode om de crisis aan te pakken.  Er was een voortdurend conflict tussen mijnwerkers en mijneigenaren en de Australische regering was niet bij machte het conflict op te lossen. In 1930 wilde premier Scullin de boeren stimuleren een recordaantal aan gewassen te verbouwen om zo het handelstekort terug te dringen, maar Senaat, waar zijn partij geen meerderheid, weigerde een minimumprijs te garanderen. In datzelfde jaar moest minister van Financiën Ted Theodore aftreden vanwege beschuldigingen van corruptie. Dat kwam de reputatie van de regering niet ten goede.
Op het hoogtepunt van de crisis vertrok Scullin naar Groot-Brittannië om deel te nemen aan de Imperial Conference. Daar slaagde hij er in de extra leningen tegen een lage rente voor Australië af te sluiten. James Fenton en Joseph Lyons traden op als respectievelijk waarnemend premier en minister van Financiën tijdens Scullins afwezigheid. Zij zagen zich genoodzaakt om vergaande bezuinigingen door te voeren, omdat het begrotingstekort anders veel te veel zou toenemen. Scullin stemde daar vanuit Londen mee in. De regering kreeg in het parlement te maken met toenemende tegenstand, met name van de nieuw gevormde Australian Liberal Party. De premier maakte het zichzelf alleen maar moeilijker door bij terugkomst Theodore opnieuw te benoemen als minister van Financiën, ondanks dat zijn naam nog niet gezuiverd was. Lyons en Fenton stapten samen met verschillende andere ministers uit protest.
In februari 1931 presenteerde de regering een nieuw economisch plan om de crisis te gaan. Grote bezuinigingen gingen gepaard met investeringen in sectoren met een hoge werkloosheid, zoals de landbouw. De voorstellen stuitte op veel verzet in het parlement. Lyons, Fenton en vier anderen verlieten de Labor-partij en vormden een eigen fractie. Een motie van wantrouwen van de oppositie steunden ze niet. Samen met de ALP vormde Lyons en zijn volgelingen de Australian Labor Party. De werkloosheid steeg intussen door tot boven de 27 procent. In mei 1931 sloot Scullin een akkoord met de oppositie waardoor er 20 procent bezuinigd zou worden, een deel daarvan betroffen de sociale programma. Juist binnen de Labor-partij stuitte dit akkoord op veel verzet. In de maanden daarna verloor de regering steeds meer terrein. In december 1931 schreef Scullin nieuwe verkiezingen uit. De Labor-partij verloor 32 van haar 46 zetels. De UAP won juist en Lyons trad aan als nieuwe premier.
Na de verkiezingen bleef Scullin leiding geven aan de Labor-partij. Zijn reputatie werkte echter tegen hem en ook binnen zijn eigen partij bleef het rommelen. Bij de parlementsverkiezingen van 1935 behaalde zijn partij slechts 4 zetels. De toenemende dreiging van Japan en Duitsland op het wereldtoneel groeiden intussen uit tot de belangrijkste thema's en verdrongen daarmee de economische thema's naar de achtergrond. Scullin's gezondheid liet hij echter afweten en in september 1935 stapte hij op als partijleider.  John Curtin volgde hem op en onder zijn leiderschap klom Labor langzaam weer uit het dal. Scullin bleef tot 1949 lid van het parlement, maar was vooral op de achtergrond actief. Ten tijde van Curtins premierschap gedurende de Tweede Wereldoorlog was Scullin een van zijn belangrijkste financiële adviseur. In 1947 kreeg hij te maken met zware gezondheidsklachten en verscheen weinig meer in het parlement. Bij de parlementsverkiezingen stelde de voormalige premier zich niet meer verkiesbaar. Hij overleed vier jaar later.
- Australian Dictionary of Biography: scullin-james-henry-8375
- Gemeinsame Normdatei: 133756319
- International Standard Name Identifier: 0000 0000 8429 6881
- Library of Congress Control Number: n2001154727
- Nationale bibliotheek van Australië: 36093212
- Nationale Bibliotheek van Israël: 987007291167705171
- SNAC: w6qc1cnk
- Trove: 613904
- Virtual International Authority File: 15969475
- WorldCat: E39PBJj4xm8WDptThcwQ99MF8C